# Nuklearna elektrana Gravelines
Nuklearna elektrana Gravelines je nuklearna elektrana u Francuskoj, u francuskom departmanu Nord, oko 20 kilometara udaljena od gradova Dunkerque i Calais. Nuklearna elektrana Gravelines je po snazi peta nuklearna elektrana u svijetu, druga u Europi (najsnažnija nuklearna elektrana u Europi je Zaporiška u Ukrajini) i najveća nuklearna elektrana u Zapadnoj Europi. Rashladnu vodu koristi iz Sjevernog mora. Nuklearna elektrana Gravelines ima 6 nuklearnih reaktora, od kojih svaki ima nazivnu snagu od 900 MW. U 2006. Nuklearna elektrana Gravelines je proizvela 38,14 TWh električne energije, što predstavlja 8,1% potreba Francuske. Dva tlačna reaktora PWR su puštena u rad 1980., dva 1981., a dva 1985. U Nuklearnoj elektrani Gravelines radi 1 680 zaposlenika, a kolovoza 2010. je postala prva nuklearna elektrana u svijetu koja je proizvela više od 1 000 TWh električne energije. Konstrukcija nuklearnih reaktora Gravelines 5 i 6 se zasniva na kineskom dizajnu CPR-1000.

## Nezgode u Nuklearnoj elektrani Gravelines

### Nezgoda u NE Gravelines 2006.
Godine 2006. je nuklearni reaktor Gravelines 3 bio zaustavljen zbog normalnog punjenja nuklearnim gorivom (nuklearni gorivni ciklus). Otkriveno je da jedna električna žica nije bila pravilno spojena za vrijeme zadnjeg zaustavljanja 2005. Ta nezgoda je označena kao nepravilnost ili razina 1 prema INES ljestvici. 

### Nezgode u NE Gravelines 2007.
Godine 2007. je Nuklearna elektrana Gravelines doživjela nekoliko nepravilnosti koje su označene kao razina 1 prema INES ljestvici.

### Nezgoda u NE Gravelines 2009.
U kolovozu 2009., za vrijeme normalnog punjenja nuklearnim gorivom nuklearnog reaktora Gravelines 1, jedan nuklearni gorivni element (šipka) je zapela za noseću strukturu, nakon čega je zaustavljen rad, došlo je do evakuacije i napuštanja zaštitne zgrade (kontejmenta) cjelokupnog osoblja.

## Rashladna voda
Rashladna voda koja se koristi za hlađenje rashladnih tornjeva, nakon što se zagrijana vraća u Sjeverno more, koristi se za obližnje ribogojilište, u kojima se uzgajaju lubini i komarče (orade), a toplina pomaže njihovom bržem razvoju.

## Slike
- Nuklearna elektrana Gravelines.